# 406 km
406 km (ros. 406 км, остановочный пункт 406 км) – przystanek kolejowy w zachodniej Rosji, w osiedlu wiejskim Gniozdowskoje rejonu smoleńskiego w obwodzie smoleńskim.

## Geografia
Przystanek położony jest 0,7 km od dieriewni Nowosielcy, 2 km od drogi federalnej R120 (Orzeł – Briańsk – Smoleńsk – Witebsk), 8,5 km od drogi magistralnej M1 «Białoruś», 18 km na zachód od Smoleńska.
Leży na linii Smoleńsk - Witebsk.

## Rozkład jazdy
Codziennie kursują pociągi podmiejskie: raz dziennie Gołynki – Smoleńsk/Smoleńsk – Gołynki, 2 razy – Smoleńsk – Rudnia/Rudnia – Smoleńsk.